# Élections générales espagnoles de 2016 dans les îles Baléares
Les élections générales espagnoles de 2016 (en espagnol : Elecciones generales de España de 2016) se sont tenues le dimanche 26 juin 2016 afin d'élire les 350 députés et 208 des 266 sénateurs de la XIIe législature des Cortes Generales. 8 députés sont élus dans les îles Baléares.

## Résultats

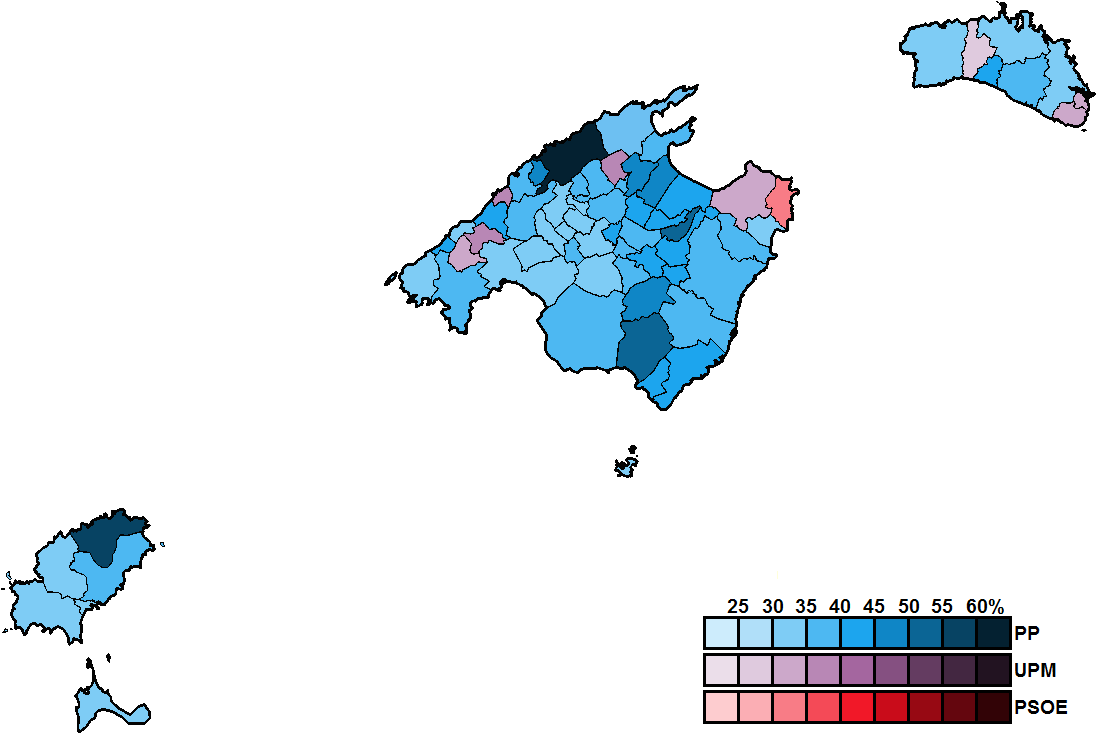
Résultats par commune.

| Parti                  | Parti                                                   | Voix    | %     | +/-  | Sièges | +/-           |
| ---------------------- | ------------------------------------------------------- | ------- | ----- | ---- | ------ | ------------- |
|                        | Parti populaire (PP)                                    | 163 045 | 35,08 | 6,02 | 3      | en stagnation |
|                        | Unidos Podemos (UP) (Pod.-IU-Més)                       | 118 082 | 25,41 | 7,03 | 2      | en stagnation |
|                        | Parti socialiste ouvrier espagnol (PSOE)                | 93 363  | 20,09 | 1,78 | 2      | en stagnation |
|                        | Ciudadanos (Cs)                                         | 67 700  | 14,57 | 0,21 | 1      | en stagnation |
|                        | Souveraineté pour les Îles (SI)                         | 7 418   | 1,60  | Nv.  | 0      | en stagnation |
|                        | Parti animaliste contre la maltraitance animale (PACMA) | 7 266   | 1,56  | 0,50 | 0      | en stagnation |
|                        | Recortes Cero-Grupo Verde (RC-GV)                       | 1 644   | 0,35  | 0,11 | 0      | en stagnation |
|                        | Union, progrès et démocratie (UPyD)                     | 1 197   | 0,26  | 0,21 | 0      | en stagnation |
|                        | Parti Famille et vie (PFyV)                             | 846     | 0,18  | 0,03 | 0      | en stagnation |
|                        | Vote blanc                                              | 4 226   | 0,91  | 0,08 |        |               |
|                        |                                                         |         |       |      |        |               |
| Suffrages exprimés     | Suffrages exprimés                                      | 464 787 | 99,01 |      |        |               |
| Votes nuls             | Votes nuls                                              | 4 650   | 0,99  |      |        |               |
| Total                  | Total                                                   | 469 437 | 100   | -    | 8      | en stagnation |
| Abstention             | Abstention                                              | 303 502 | 39,27 |      |        |               |
| Inscrits/Participation | Inscrits/Participation                                  | 772 939 | 60,73 |      |        |               |